# Liste der evangelischen Freikirchen in Hamburg
Diese Liste verzeichnet die Evangelischen Freikirchen in Hamburg.

## Liste

### Evangelisch-methodistische Gemeinden
| Name             | Lage                                                               | Bemerkungen, Bild |
| ---------------- | ------------------------------------------------------------------ | --- |
| Christuskirche   | Hamm Carl-Petersen-Str. 59 53° 33′ 31,1″ N, 10° 2′ 46,9″ O         | Gebaut 1957/58 als größte evangelisch-methodistische Kirche in Hamburg. |
| Eben-Ezer-Kirche | Hamburg-Hoheluft-Ost Abendrothsweg 43 53° 35′ 5″ N, 9° 58′ 35,8″ O | Von 1897 bis 1903 diente der methodistischen Gemeinde ein Predigtsaal am Eppendorfer Baum Nr. 8 als Versammlungsort. Am 11. Juni 1897 wurde er eingeweiht. 1903 wurde der Predigtsaal teilweise durch ein Feuer zerstört, das in der Tischlerei darunter ausgebrochen war. Während der Renovierung gewährte das methodistische Schwesternheim des Krankenhauses Bethanien Gastrecht. Neubau 1907. |
| Erlöserkirche    | Eimsbüttel Eimsbütteler Chaussee 67 53° 34′ 6,1″ N, 9° 57′ 19,4″ O | Gebaut nach 1950. |
| Friedenskirche   | Wilhelmsburg Weimarer Str. 10 53° 30′ 52,2″ N, 9° 59′ 19,1″ O      | Gebaut nach 1950. |
| Kreuzkirche      | Fuhlsbüttel Röntgenstr. 1 53° 37′ 26,6″ N, 10° 0′ 43,6″ O          | Gebaut nach 1950. |

Gemeinden mit Gemeindesaal
Evangelisch-methodistische Kirche, Harburg, Maretstr. 24a
Bethanien Diakonissen-Stiftung, Eppendorf, Martinistr.
Evangelisch-methodistische Kirche (ghanaische Gemeinde), Borgfelde, Jungestr. 5
Evangelisch-methodistische Kirche (ghanaische Gemeinde), Rahlstedt, Halenseering 6
United Methodist Church, Altona-Altstadt, Schillerstr. 31.

### Mennoniten
| Name                            | Lage                                                           | Bemerkungen, Bild |
| ------------------------------- | -------------------------------------------------------------- | ----------------- |
| Mennonitenkirche Hamburg-Altona | Altona-Nord Mennonitenstraße 20 53° 34′ 1,7″ N, 9° 56′ 53,3″ O | Gebaut 1915       |

### Baptisten
| Name                             | Lage                                                             | Bemerkungen, Bild |
| -------------------------------- | ---------------------------------------------------------------- | --- |
| Christuskirche                   | Altona-Nord Suttnerstr. 18 53° 33′ 39,8″ N, 9° 57′ 0,3″ O        | 1915 im romanischen Stil gebaut. Im Zweiten Weltkrieg schwer beschädigt, Wiederaufbau bis 1957. |
| Auferstehungskirche              | Fuhlsbüttel Rübenkamp 310 53° 36′ 45,9″ N, 10° 1′ 58,7″ O        | Gebaut 1950/51. |
| Kirche am Albertinen-Krankenhaus | Schnelsen Hogenfelder Str. 28 53° 37′ 49,8″ N, 9° 54′ 16,5″ O    | Gebaut 1961 als Anbau des Krankenhauses. |
| Johann-Gerhard-Oncken-Kirche     | Rotherbaum Grindelallee 101 53° 34′ 6,5″ N, 9° 58′ 46,4″ O       | Es ist die älteste Gemeinde der Baptisten in Kontinental-Europa, gegründet von Johann Gerhard Oncken. Kirchenbau von 1951. |
| Julius-Köbner-Kapelle            | Hamm Sievekingsallee 77                                          | 1959 als Ersatz für die im Krieg zerstörte Eben-Ezer-Kapelle in Eilbek erbaut und benannt nach Julius Köbner. |
| Kreuzkirche                      | Eimsbüttel Tresckowstr. 5 53° 34′ 27,3″ N, 9° 57′ 45,3″ O        | Gebaut 1951. |
| Kreuzkirche                      | Harburg Niemannstr. 36 53° 27′ 40,8″ N, 9° 58′ 6,3″ O            | Gebaut nach 1950. |
| Friedenskirche                   | Bergedorf Ladenbeker Furtweg 25 53° 29′ 55,8″ N, 10° 11′ 2,8″ O  | Gebaut nach 1950. |
| Kirche ohne Turm                 | Billstedt Landjägerstieg 30 53° 32′ 15,7″ N, 10° 8′ 2,4″ O       | Gebaut 1964 als Aula der Volksschule Oststeinbeker Weg, die 2005 geschlossen wurde. Etwa von 2014 bis 2017 wurde die Aula (Entwurf des Serienbaus: Paul Seitz) zur Kirche umgebaut. Krone mit Kreuz stammen von der ehemaligen Kapernaumkirche. |
| Erlöserkirche                    | Rahlstedt Willmersdorfer Str. 11 53° 35′ 25,2″ N, 10° 8′ 48,4″ O | |

#### Gemeinden mit Gemeindehäusern
- Evangelisch-Freikirchliche Gemeinde zu Hamburg-Ottensen (Josua-Gemeinde), Daimlerstr. 38 (→Lage)[9]
- Evangelisch-Freikirchliche Gemeinde Hamburg-Osdorf, Am Isfeld 19 (→Lage)[10]

#### Baptistengemeinden, die nicht zum BEFG gehören
- Bibel Baptisten Gemeinde Hamburg-Stellingen; Kronsaalsweg 70 (→Lage)
- International Baptist Church of Hamburg (IBC-Hamburg); Michaelispassage 1 (→Lage)

### Freie evangelische Gemeinden
| Name                   | Lage                                                           | Bemerkungen, Bild               |
| ---------------------- | -------------------------------------------------------------- | ------------------------------- |
| FeG Holstenwall        | Neustadt Michaelispassage 1 53° 32′ 57,8″ N, 9° 58′ 56,6″ O    | Kirchengebäude von 1986.        |
| FeG Hamburg-Lokstedt   | Lokstedt Emil-Andresen-Str. 34 53° 35′ 40,7″ N, 9° 57′ 13,6″ O |                                 |
| FeG Hamburg-Bergedorf  | Bergedorf Schulenbrooksweg 2a 53° 29′ 11,7″ N, 10° 13′ 5,8″ O  | Kirchengebäude 1986 eingeweiht. |
| FeG Hamburg-Bahrenfeld | Bahrenfeld Kielkamp 49 53° 34′ 22,1″ N, 9° 53′ 47,6″ O         | seit 1976.                      |
| FeG Hamburg-Niendorf   | Niendorf Bondenwald 58 53° 37′ 6,8″ N, 9° 56′ 25″ O            | Neues Gemeindehaus seit 2007.   |
| FeG Hamburg-Sasel      | Sasel Renettenweg 11–13 53° 38′ 39,8″ N, 10° 6′ 7″ O           |                                 |

ohne Kirchengebäude
FeG Hamburg-Farmsen, Berner Heerweg 60
FeG Hamburg-Horn, Am Horner Moor 25
FeG Hamburg-Jenfeld, Gleiwitzer Bogen 78

### Freikirchlicher Bund der Gemeinde Gottes
| Name                              | Lage                                               | Bemerkungen, Bild |
| --------------------------------- | -------------------------------------------------- | ----------------- |
| Evangelische Freikirche Torstraße | Eimsbüttel Torstr. 3 53° 34′ 35″ N, 9° 56′ 13,5″ O |                   |

### Freikirchliche Pfingstgemeinden
| Name                    | Lage                                                          | Bemerkungen, Bild |
| ----------------------- | ------------------------------------------------------------- | ----------------- |
| Christengemeinde Elim   | Barmbek-Süd Bostelreihe 7 53° 34′ 22″ N, 10° 1′ 43″ O         |                   |
| Pfingstgemeinde Hamburg | Eimsbüttel Eimsbütteler Straße 30 53° 33′ 56″ N, 9° 57′ 22″ O |                   |
| FECG Hamburg            | Heimfeld Stader Str. 224 53° 28′ 16″ N, 9° 55′ 56″ O          |                   |

### Siebenten-Tags-Adventisten
| Name                                           | Lage                                                              | Bemerkungen, Bild                                                   |
| ---------------------------------------------- | ----------------------------------------------------------------- | ------------------------------------------------------------------- |
| Adventgemeinde Hamburg-Barmbek                 | Barmbek-Süd Haferkamp 14 53° 34′ 53″ N, 10° 2′ 44″ O              | Nach 1960 gebaut.                                                   |
| Adventgemeinde Bergedorf                       | Bergedorf Lohbrügger Landstr. 102 53° 30′ 9,8″ N, 10° 11′ 41,6″ O | Nach 1960 gebaut.                                                   |
| Adventgemeinde Harburg Haus der Adventhoffnung | Harburg Denickestr. 14 53° 27′ 38,2″ N, 9° 58′ 17,1″ O            | Erbaut 1951–1953.                                                   |
| Adventhaus Grindelberg Grindelkirche           | Harvestehude Grindelberg 15 53° 34′ 25,5″ N, 9° 58′ 35,4″ O       | Erbaut 1952–1953, Orgelweihe 1954. Architekt Rudolf Jäger (Hamburg) |

Gemeinde ohne Kirchengebäude oder Gemeindehaus
- Adventgemeinde Altona, Schillerstraße 31[25]

### Vineyard
| Name                       | Lage                                                                                | Bemerkungen, Bild |
| -------------------------- | ----------------------------------------------------------------------------------- | ----------------- |
| Vineyard Hamburg-Bergedorf | Hamburg-Bergedorf Glasbläserhöfe 2 53° 28′ 59,01″ N, 10° 12′ 3,05″ O                |                   |
| Vineyard Altona            | Hamburg-Altona Virchowstraße 6 53° 32′ 59,5″ N, 9° 56′ 51,1″ O                      |                   |
| Vineyard Harburg           | Hamburg-Harburg Adventhaus Harburg Denickestraße 14 53° 27′ 38,2″ N, 9° 58′ 17,2″ O |                   |